# Sphecosoma perconstrictum
Sphecosoma perconstrictum är en fjärilsart som beskrevs av Hans Zerny 1912. Sphecosoma perconstrictum ingår i släktet Sphecosoma och familjen björnspinnare. Inga underarter finns listade i Catalogue of Life.